# Guillaume de Prez
Pour les articles homonymes, voir Prez.
Guillaume de Prez, seigneur de Pré-en-Pail, grand-père d'Ambroise de Loré.

## Biographie
Vers le milieu du XIVe siècle, la châtellenie de Pré-en-Pail appartenait à un riche et puissant seigneur nommé Guillaume de Prez. Il possédait cette terre à titre d'héritage. Ses ancêtres en portaient le nom depuis au moins deux siècles. Il épousa Jeanne de Baucay  dont il eut pour héritier de son nom et de sa fortune messire Olivier de Prez.
Veuf, il ne fut pas insensible aux charmes d'une jeune chambrière, nommée Thiphaine Arnoul, qui, disent les pièces authentiques, par aucun temps demeura avec lui. Vers 1360, il advint de ce commerce irrégulier une fille qu'on nomma Marie et qui fut chèrement élevée par sa mère, car l'ambitieuse Thiphaine fondait sur elle tous ses projets de grandeur future. 
N'ayant pu être pour sa part qu'une intrigante peu scrupuleuse, elle voulut que sa fille eût d'autres titres à la considération des hommes, et elle ne désespéra pas d'y arriver par la protection du noble chevalier qui avait eu pour elle plus de condescendance que n'en autorise la vertu.
Vers 1380, Guillaume de Prez était bien avancé sur son déclin. Thiphaine qui avait conservé de l'empire sur le vieillard, le décida sans trop de peine, ayant préparé de longue main son siège, à établir sa fille bâtarde d'une manière digne de lui. On peut croire qu'elle avait elle-même pris toutes les mesures et que c'est elle qui jeta son dévolu, pour l'établissement de sa fille, sur l'héritier d'une famille d'assez bonne et ancienne noblesse au Maine, mais sans grande fortune ni grand renom jusqu'alors. Quand Guillaume de Prez parut disposé à marier la jeune fille qu'il n'avait point perdue de vue, grâce aux bons soins de sa mère, on lui proposa comme parti convenable Ambroys Ier de Loré, fils aîné de Robert de Loré, seigneur dudit lieu, en Oisseau. Il n'eut qu'à doter la fiancée de quelqu'une de ses terres, ce qu'il pouvait faire sans porter préjudice à la riche succession qu'il laissait à Olivier, son fils, et le mariage se fit.